# Greg Rucka
Greg Rucka (San Francisco, California 29 de noviembre, de 1969) es un escritor estadounidense de cómics. Hasta ahora, ha realizado sus mejores trabajos a principios de la década del 2000 en el universo de Batman.
Ha sido considerado por la crítica como "escritor de mujeres fuertes en el comic book USA", principalmente por sus trabajo con personajes femeninos tales como "Wonder Woman", Elektra, Renée Montoya, Sasha Bordeaux (Detective Comics), Batwoman, etc.
Sus mejores y más aclamados trabajos los ha realizado en la saga "Batman: Tierra de Nadie" (1999), luego en Detective Comics durante los años 2000 y 2002, en "Batman/Huntress: Cry For Blood" (2000), y en la serie Gotham Central (2003 - 2006) junto al también guionista Ed Brubaker. 
En el año 2015 se hizo cargo del guion de la miniserie de cómics de "Star Wars Imperio Destruido". Asimismo, también dentro del universo Star Wars, escribió la novela "Antes del Despertar", ambientada poco antes de los acontecimientos narrados en El Despertar de la Fuerza y donde se relatan episodios de la vida de los tres principales protagonistas (Finn, Rey y Poe Dameron).
Generalmente Rucka hace gala de un estilo policial noir, que profundiza en cada personaje en sus motivaciones y complejos.